# Tibet
Tibet je široka planinska regija u središnjoj Aziji. Naziv Tibet se danas koristi kako za povijesni i nezavisni Tibet tako i za područje pod kontrolom Narodne Republike Kine, čiji je službeni naziv "Autonomno Područje Tibet". U kineskom jeziku riječ Tibet doslovno znači "Riznica zemaljskoga blaga na zapadu". U službenoj kineskoj govornoj uporabi riječ Tibet uvijek označava Autonomno Područje Tibeta. Pripadnost Tibeta Narodnoj Republici Kini je osporena. Naziv "Tibet", koji se koristi u većini europskih jezika potječe iz arapske ili perzijske riječi "Töbän", što znači "visina", "visoravan". Tibetanci svoju domovinu nazivaju "Bod"(izgovara se "Po" u nekim dijalektima tibetanskog jezika). Smatra se da je najbolji prijevod "te reci", tj. domovina. Kineski naziv za Tibet je Š'idzan', a postoji više tumačenja ovog naziva.
Trenutačnu inačicu tibetanske zastave predstavio je trinaesti Dalaj Lama 1912. godine. U prošlosti je Tibet bio nezavisna država, tako da neki osporavaju legitimnost vlasti Narodne Republike Kine na tom prostoru. U razdoblju kad je Tibet bio u sastavu Mongolskog i Kineskog Carstva uspio je sačuvati određeni stupanj samostalnosti.
Godine 1951. Tibet je okupirala Narodna Republika Kina. Vlada Tibeta predvođena četrnaestim Dalaj Lamom je 1959. bila prisiljena napustiti domovinu i uspostaviti Vladu u progonstvu u Daramsali u sjevernoj Indiji. Vlada u progonstvu traži nezavisnost Tibeta, pozivajući se na povijesno pravo i postojanje drevne tibetanske države. Ona je nastavila koristiti zastavu, čije je prikazivanje Vlada Kine zabranila kako bi spriječila težnje prema nezavisnosti.

## Zemljopis
Tibetanska planinska regija, koja na jugu Himalajskog planinskog masiva obuhvaća veliki dio i prostire se na prosječnoj visini od 4500 metara, često se označava kao krov svijeta i važi kao regija s najvećom nadmorskom visinom.
Visoki plato Tibeta je pustinjski a najsuši dio je pustinja Chang Tang (tibetski, sjeverna ravnica). Razlog za sušu je prije svega da Himalaja blokira kišu iz Indije.
Tibet je okružen na jugu Himalajom, Karakorum na zapadu i Kunlun Shan na sjeveru. Unutrašnji prostor Tibeta je prošaran mnogobrojnim planinskim lancima.
Tibet graniči od zapada prema istoka s Indijskim saveznim pokrajinama Jammu i Kashmir, Himachal Pradesh, Uttaranchal, Sikkim i Assam (po kineskoj inačici) odnosno Arunachal Pradesh (po indijskoj inačici), kao i s državama Nepal, Butan i Mianmar. Ukupna dužina granice s te tri države iznosi 4000 km.
Tradicionalni Tibet proteže se preko jedne površine od 2.5 milijuna km² i podijeljen je na tri pokrajine:
- Amdo (sjeveroistok)
- Kham (jugoistok)
- U-Tsang (zapad i centralni Tibet)

Autonomno Područje Tibet označava područje od preko 1.22 milijuna km².
Obuhvaća provincije U-Tsang i zapadni dio prijašnje provincije Kham.
Područja koja trenutačno stoje pod upravom Indije su u toj površini od 1,22 milijuna km² već ubrojena. Ta područja su: po dva područja na zapadu okruga Gar i na jugu okruga Zanda, obadvije u Vladinom okrugu Ngari (zapadni Tibet), kao i cijeli jug (jugozapad) okruga Cona, Mêdog i Zayü u Vladinom okrugu Shannan i Nyingchi (jugoistočni Tibet).
Indijska uprava ovoga područja je više nego sporna.
Od područja (Cona, Mêdog i Zayü kao i nekih manjih područja koje nikada nisu pripadale Tibetu) je Indija stvorila saveznu pokrajinu Arunachal Pradesh.
Veliki dijelovi provincija Kham i Amdo su u 19. i početkom 20. stoljeća pripale kineskim pokrajinama Sichuan, Yunnan, Qinghai i Gansu. Tako da ti dijelovi danas ne pripadaju Autonomnom području Tibeta.

## Stanovništvo
Po procjeni tibetanske Vlade u progonstvu u prvobitnom Tibetu danas živi 6 milijuna Tibetanaca i oko 7.5 milijuna Kineza. Kroz jaku kolonizaciju koju provodi Narodna Republika Kina broj Netibetanaca u urbanim dijelovima Tibeta raste vrlo brzo. U svim gradovima Tibeta su već danas većina stanovnika Kinezi. Većinu stanovništva čine Tibetanci. Značajan porast Kineza doselio se na Tibet uglavnom tijekom šezdesetih i sedamdesetih godina 20. stoljeća zbog tadašnje komunističke politike i pokušaja asimilacije Tibetanaca. Većina stanovništva služi se tibetanskim jezikom koji je priznat pokraj službenog kineskog jezika. Dominantna religija je budizam.
| Etnička karta Tibeta |                    |           |           |         |        |        |        |
|                      | Popis stanovništva | Tibetanci | Tibetanci | Kinezi  | Kinezi | Ostali | Ostali |
| AP Tibet             | 2.616.329          | 2.427.168 | 92,8%     | 158.570 | 6,1%   | 30.591 | 1,2%   |
| Lasa                 | 474.499            | 387.124   | 81,6%     | 80.584  | 17%    | 6.791  | 1,4%   |

## Kultura
Tibetanska religija je dio budizma znana kao lamaizam. Tibet je tradicionalno središte tibetanskog budizma, koji je proširen i van njegovih granica. Također je dom spiritualističke tradicije zvane Bon. Stanovništvo govori velikim brojem srodnih dijalekata koji čine jedinstven tibetanski jezik, a postoji i tibetansko pismo,inače izvedenica indijskog devanagri pisma. Dominantan je utjecaj budističke kulture. Palača Potala, bivša rezidencija Dalaj Lame i Norbulingka, ljetna rezidencija Dalaj Lame, su građevine zaštićene od strane UNESCO-a. Tijekom šezdesetih godina 20. stoljeća komunisti su uništili ili oštetili veliki dio kulturnog naslijeđa.

## Ekonomija
Ekonomija Tibeta zasnovana je na poljoprivredi. Zbog nepovoljnih klimatskih uvjeta prinosi su uglavnom mali. Tibet posjeduje velike rezerve zlata, srebra, cinka i drugih ruda. U posljednje vrijeme dolazi do velikog razvoja turizma prvenstveno zahvaljujući bogatom kulturnom naslijeđu, ali i prirodnim ljepotama. Kineska vlada izgradila je željezničku prugu koja povezuje Tibet s ostalim dijelovima Kine. Na toj pruzi se nalazi i najviša željeznička stanica na svijetu.

## Povijest
Malo toga je poznato o povijesti Tibeta prije 7. stoljeća. To razdoblje obavijeno je mitovima i legendama i iz njega ne postoje pouzdani povijesni izvori. Od 7. do 10. stoljeća nove ere Tibet je bio snažna kraljevina. Kraljevi iz dinastije Jarlung uspjeli su sjediniti veći dio središnjeg Tibeta. Namri Songsten, vladar Jarlung dinastije uspio je proširiti utjecaj Tibeta prema središnjoj Aziji. Tijekom sedmog stoljeća utjecaj Tibeta je rastao velikom brzinom. Kralj Songsten Gampo predvodio je osvajanja Nepala i sjeverne Indije. Tibet je postao prijetnja za dinastiju Tang u Kini. Da bi bio spriječen rat između Kine i Tibeta dogovoren je brak između tibetanskog kralja i kineske princeze, što je dovelo do saveza između dva kraljevstva. Budizam, koji je dominirao tim područjem više od 1000 godina, postao je službena državna religija. Tijekom vladavine Songsten Gampo-a izgrađeni su brojni hramovi u Lasi kao i kraljeva palača kasnije poznata kao Potala. Kontakt s Kinom omogućio je razvoj medicine, astronomije i matematike. Stvoreno je tibetansko pismo po uzoru na indijsko što je omogućilo prevođenje budističkih zapisa, pojavu pisanih zakona, i pisane povijesti države. Tijekom sljedeća dva stoljeća utjecaj i granice Tibeta još više su se proširile. Kralj Trisong Detsen uspostavio je kontrolu nad sjevernim Pakistanom, Nepalom, Turkmenistanom te sjevernom Indijom. Došlo je do rata s Kinom. 783. tibetanska vojska prodrla je u tada kinesku prijestolnicu Čang'an (današnji Xi'an) prisilivši kineskog cara priznati proširenje Tibeta. Nakon rata potpisan je sporazum po kojem su Kina i Tibet definirane kao dvije nezavisne države. U to doba budizam počinje preuzimati i primati u upravljanju državom. Godine 842. kralja Trisunga Detsena Ralpachena, koji je podržavao budizam, ubio je njegov brat Langdharma.
Langdharma je bio protivnik budističke religije i nastojao je da izbaci njen utjecaj iz državnog aparata. Njegovi pokušaji su bili bezuspješni jer je naišao na žestok otpor budističkog svećenstva. Nakon nekoliko godina vladavine ubili su ga budistički monasi. Nakon toga dolazi do rasula tibetanske države, rastrojene unutrašnjim nemirima i vanjskim prijetnjama Kineskog i Mongolskog Carstva.
Godine 1239. Tibet je ušao u sastav Mongolskog carstva. Utjecaj tibetanskog budizma postajao je sve veći tako da je budizam ubrzo postao službena religija Mongolskog carstva. Godan-kan, praunuk Džingis-kana uspostavio je zaštitnički stav prema budizmu štiteći tibetanske duhovne vođe. U četrnaestom stoljeću dolazi do slabljenja Mongolskog carstva i Tibet ponovo dobiva nezavisnost. Mongolija se miješa u dinastijske sukobe nastojeći da duhovnom vođi Dalaj Lami dadne i svjetovnu vlast. Peti Dalaj Lama Ngavang Lobzang Giatso postao je duhovni i svjetovni vladar Tibeta 1656. godine. Njegovom smrću 1682. odnos s Mongolskim carstvom se promijenio.
Mongolski vladari željeli su veću kontrolu nad Tibetom, tako da su početkom 18. stoljeća napali i osvojili glavni grad Lasu, stavljajući pod svoju kontrolu šestog Dalaj Lamu Tsang-Jang Giatsoa. Ponovno Mongolsko osvajanje nije naišlo na potporu lokalnog stanovništva. To je iskoristio kineski car Kang Ksi koji je poveo vojnu kampanju s ciljem da oslobodi Lhasu i protjera Mongole. Kineska vojska dočekana je kao oslobodilačka. Pod zaštitom Kineza bio je sedmi Dalaj Lama kojega su ranije iz Lhase protjerali Mongoli. Kineski car Kang Ksi proglasio je Tibet protektoratom kineske imperije, a tijekom 18. i 19. stoljeća Tibet je ostao protektorat Kine sve do 1911. godine.
Car je u Lhasi postavio svog izaslanika, koji se nazivao amban. 1750. narod Tibeta se pobunio, zbacio carskog izaslanika i uspostavio samostalnu vlast. Uz pomoć carske vojske ustanak 1750. je ugušen.
Prvi Europljani koji su stigli na Tibet bili su jezuitski misionari, koji su 1705. osnovali svoju misiju u Lasi. Početkom 18. stoljeća dolazi do uspostavljanja kontakta između zemalja Europe i Tibeta. 1774. Britanski izaslanici su stigli u Tibet.
Godine 1904. Britanska vojska iz Indije ušla je u Tibet, osvojila Lasu prisiljavajući Tibet da otvori granice prema „biseru“ britanskog kolonijalnog carstva, odnosno, Indiji. Godine 1906. potpisan je sporazum između Kine i Velike Britanije kojim je Tibet postao Britanski protektorat. Godinu dana kasnije, 1907. potpisan je novi sporazum, ovaj put između Velike Britanije, Kine i Rusije. Velika Britanija i Rusija priznale su Kini pravo na Tibet. Direktna kineska vlast u Lasi uspostavljena je 1910., ali nije trajala dugo. 1911. izbila je revolucija u Kini, što je iskoristio Dalaj Lama preuzevši kontrolu nad Tibetom. 1913. Tibet i Mongolija postale su zemlje koje su odvojene od Kine. 1914. Velika Britanija priznala je nezavisnost Tibeta i uspostavljena je granica između Tibeta i britanske Indije. Kina nije prihvatila nezavisnost Tibeta, smatrajući ga neodvojivim dijelom svog teritorija.
Početak Prvoga svjetskog rata i građanski rat u Kini skrenule su pogled velikih sila s Tibeta, omogućivši trinaestom Dalaj Lami neometanu vlast. Sve do 1950. Tibet se održavao kao nezavisna država. Godine 1950. vojska Narodne Republike Kine ušla je u Lasu. Godine 1951. je pod pritiskom Narodne Republike Kine potpisan tibetansko-kineski sporazum koji je predviđao da Tibetom zajednički vladaju vlada Narodne Republike Kine i vlada Tibeta na čelu s Dalaj Lamom. 1956. izbio je ustanak Tibetanaca, podržan od Sjedinjenih Američkih Država. Ustanak je krvavo ugušen 1959., stotine tisuća Tibetanaca je ubijeno, spaljen je veliki broj budističkih hramova, a Dalaj Lama je prisiljen napustiti zemlju i otići u Daramsalu u Indiji, gdje se i danas nalazi. Za vrijeme Mao Ce Tungove vladavine u Kini provođen je teror nad stanovništvom Tibeta. Došlo je do organiziranog uništavanja kulturnog naslijeđa, budističkih samostana, svetišta i do pokolja nad budističkim svećenstvom i monasima. Neki izvori spominju da je u ovom periodu stradalo više od 1,2 milijuna Tibetanaca. Osamdesetih godina 20. stoljeća došlo je do liberalizacije režima, što je Tibetu vratilo određeni stupanj religijske slobode. Dalaj Lama je iz emigracije uputio brojne pozive za pomoć za oslobođenje Tibeta.
Kinezi su 1950. prekršivši međunarodni zakon ušli sa svojom vojskom u istočni Tibet i na kraju uspjeli okupirati cijelu zemlju unatoč sve većem otporu. Vlasti u Pekingu govorile su o "oslobađanju" Tibeta od srednjovjekovnog feudalnog vladara, no narod se prema njima odnosio kao prema neprijatelju. Brojne pobune su silom ugušene. Oko 100 000 Tibetanaca pobjeglo je iz zemlje u Indiju, a to je 1959. učinio i Dalaj Lama. Uskoro je provedeno sustavno iskorjenjivanje tibetanske kulture. Velike živopisne svetkovine Tibetanaca su zabranjene kao "preskupe", samostani su raspušteni i opljačkani. Ono što nije uništeno tijekom "oslobođenja", dok UN nije ništa poduzimao, podleglo je kasnije tijekom Kineske kulturne revolucije. Mao Zedong dao je uništiti 10 000 kipova Bude i spaliti slike i zapise. Cijeli samostani raščišćeni su kamen po kamen. U međuvremenu je Lhasa postala glavnim gradom "kineske autonomne pokrajine" i posljednja utvrda tibetanske kulture, iako većinu stanovnika čine Kinezi. Od 4 000 vjerskih mjesta drugdje u Tibetu, vjernicima je na raspolaganju nešto više od 100, a u Lhasi je zabranjeno obnoviti teško oštećeni hram Jokhang i učiniti ga ponovno žarišnom točkom za procesije. Istodobno je palača Potala pretvorena u muzej narodnog blaga koji je nakon duge službene zabrane konačno bio otvoren turistima sa Zapada.
Godine 1989. Tenzin Gyatso, XIV. Dalaj lama dobio je Nobelovu nagradu za mir zbog svojih nastojanja da nenasilnim putem povrati nezavisnost Tibeta.

## Vanjske poveznice

### Dokumentarne poveznice
- Protest tibetanskih patriota protiv kineske okupacije njihove domovine  Arhivirana inačica izvorne stranice od 6. kolovoza 2009. (Wayback Machine) (engleski jezik)
- Tibetanska svijetla  Arhivirana inačica izvorne stranice od 19. studenoga 2009. (Wayback Machine) - Foto reportaža ReMedAct-a o tibetanskim izbjeglicama (2008. godina) (engleski jezik)

### Internetske stranice vlasti i politike NR Kine u Tibetu
- Stranice Ureda Tibeta, London  Arhivirana inačica izvorne stranice od 27. rujna 2009. (Wayback Machine) (engleski jezik)
- Službene stranice Tibetanske Vlade u progonstvu (engleski jezik)

### Stranice NR Kine o vladavini i politici NR Kine u Tibetu
- Tibetska povijest na kinesko-tibetanskom informacijskom centru NR Kine  Arhivirana inačica izvorne stranice od 21. srpnja 2009. (Wayback Machine) (engleski jezik)

### Ostali projekti
|  | Zajednički poslužitelj ima stranicu o temi Tibet    |
|  | Zajednički poslužitelj ima još gradiva o temi Tibet |
|  | Zajednički poslužitelj sadrži atlas Tibeta          |